# Murazzano
Murazzano là một đô thị tại tỉnh Cuneo trong vùng Piedmont của Italia, vị trí cách khoảng 70 km về phía đông nam của Torino và khoảng 40 km về phía đông của Cuneo. Tại thời điểm ngày 31 tháng 12 năm 2004, đô thị này có dân số 836 người và diện tích 27,7 km².
Đô thị Murazzano có các frazioni (đơn vị cấp dưới, chủ yếu là các làng) Cornati, Melleavà Rea.
Murazzano giáp các đô thị: Belvedere Langhe, Bonvicino, Bossolasco, Clavesana, Igliano, Marsaglia, Mombarcaro, Paroldo, San Benedetto Belbo và Torresina.